# Bølling-interstadiaal
| Serie                                        | Etage       | Sub-etage          | Chronozone   | Tijd geleden (jaar BP) |
| -------------------------------------------- | ----------- | ------------------ | ------------ | ---------------------- |
| Holoceen                                     | Holoceen    | Holoceen           | Preboreaal   | 10.640 - 11.650        |
| Pleistoceen                                  | Weichselien |                    |              |                        |
| Pleistoceen                                  | Weichselien | Laatglaciaal       | Jonge Dryas  | 11.650 - 12.850        |
| Pleistoceen                                  | Weichselien | Laatglaciaal       | Allerød      | 12.850 - 13.900        |
| Pleistoceen                                  | Weichselien | Laatglaciaal       | Oude Dryas   | 13.900 - 14.000        |
| Pleistoceen                                  | Weichselien | Laatglaciaal       | Bølling      | 14.000 - 14.650        |
| Pleistoceen                                  | Weichselien | Laat Pleniglaciaal | Oudste Dryas | 14.650 - ~15.000       |
| Blauw: Koud - Roze: Warm (kolom Chronozones) |             |                    |              |                        |

Het Bølling-interstadiaal was een warme periode (een zogenaamd interstadiaal) tijdens het laatste deel van het laatste glaciaal. Het volgt in de onderverdeling van het Weichsel-glaciaal op het koudere Oudste Dryas en wordt opgevolgd door de Oude Dryas.
Het Bølling komt overeen met pollenzone Ib uit de Blytt-Sernandertijdschaal. De naam komt van het Bølling Sø, een meer op Jutland in Denemarken, waar deze warme periode ontdekt werd in een opeenvolging van veenafzettingen.
De korte koudere periode die op het Bølling volgt, is vooral duidelijk te herkennen in Noord-Europa. Op andere plekken ter wereld is deze koude periode minder intens of ontbreekt zelfs. Vaak wordt in die streken het Bølling samen met het Allerød-interstadiaal als één periode gezien en dan Bølling-Allerød genoemd.

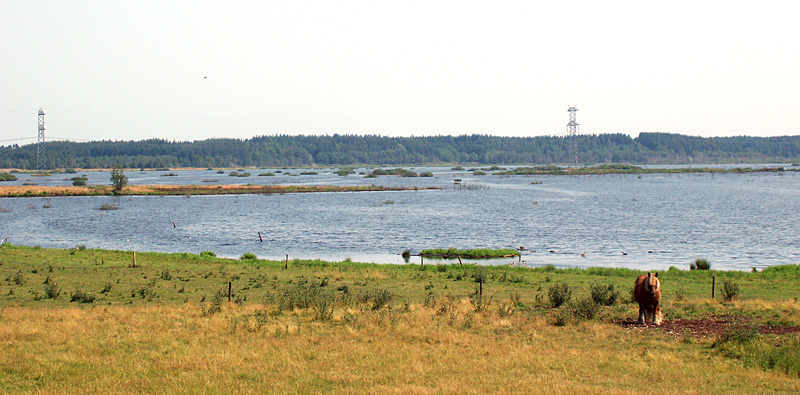
Het meer Bølling Sø op Jutland, de typelocatie van het Bølling-interstadiaal.

## Datering
De overgang van de Oudste Dryas naar het Bølling wordt door sommigen op 13.730 jaar BP1, door anderen op 15.000 jaar BP gedateerd2. Onderzoek naar lagen in het Meer van Neuchâtel (Zwitserland) in 1992-1993 gaf een gekalibreerde ouderdom van 14.650-14.000 jaar BP. Zuurstofisotopenonderzoek naar ijskernen uit Groenland geeft de warme periode tussen 14.650 en 14.000 jaar BP.

## Vegetatie en klimaat in Noord-Europa
Van de drie interstadialen aan het einde van het Weichsel-glaciaal was het Bølling het warmste en meest plotseling beginnende. Door het warmere klimaat smolt een deel van de ijskap waardoor delen van Scandinavië ijsvrij kwamen te liggen. Als gevolg steeg de zeespiegel aanzienlijk. De vegetatiezones bewogen naar het noorden. De poolwoestijn in Nederland en België maakte plaats voor een begroeiing van pioniersplanten als berk, poolwilg (Salix polaris), den, jeneverbes en ratelpopulier. In Zuid-Europa groeiden eikenbossen. Het open bos bleef een paar honderd jaar in Noord-Europa tot de volgende koudere fase.

## Fauna
Dieren van het laat-Pleistoceen verspreidden zich noordwaarts uit de drie schiereilanden van Europa: Iberië, Italië en de Balkan. Met behulp van genetica kan de plek waar een soort toevlucht zocht achterhaald worden, door de mate van bloedverwantschap bij de moderne Europese soorten te onderzoeken. Plekken waar de mens kampen maakte zijn een belangrijke bron van fossiele beenderen van gewervelde dieren.
De mens joeg meestal op grotere zoogdieren als rendieren, paarden, saïga's, antilopen, bisons, mammoeten en wolharige neushoorns. In berggebieden werd op steenbokken en gemzen gejaagd, in Zuid-Europa kwamen edelherten voor. Er werd gevist naar zalm. Andere zoogdiersoorten uit het laat-Pleistoceen zijn vossen, wolven, hazen en eekhoorns.

## Mensen
Met het warmer worden van Noord-Europa kwamen ook mensen weer steeds verder naar het noorden. De mens ontwikkelde steeds betere jachttechnieken, wat uiteindelijk tot het uitsterven van veel soorten grotere zoogdieren leidde. In de Dordogne kwam de Périgordiencultuur voor, in Italië de Epigravettiencultuur. Jagers van de Magdaléniencultuur trokken noordwaarts langs de Loire naar het Bekken van Parijs. Nog verder naar het noorden ontstonden de Hamburgcultuur en de Federmessercultuur. In het Midden-Oosten vestigden zich mensen van de Natufische cultuur, die in het Allerød en de Jonge Dryas een primitieve vorm van landbouw zouden ontwikkelen (emmertarwe en gerst).